# Лицей Богоматери в Сионе
Французский лицей Богоматери в Сионе (тур. Notre Dame de Sion Özel Fransız Lisesi) — французская частная школа, расположенная в квартале Харбийе района Шишли в Стамбуле (Турция).
Он был основан в 1856 году в Османской империи как миссионерская школа только для девочек. Позднее он стал лицеем совместного обучения. Обучение с девятого по двенадцатый класс ведётся на французском и турецком языках и занимает четыре года после окончания подготовительного класса в один учебный год.

## История
Группа из 11 французских монахинь прибыла в Стамбул 7 октября 1856 года. Они взяли на себя управление Домом Святого Духа (фр. Maison du Saint-Esprit), школы-интерната в квартале Пангалты, которая была названа в честь построенного в 1846 году кафедрального собора Святого Духа, расположенного рядом с ней. Она управлялась дочерьми милосердия (фр. Filles de la Charité), обществом апостольской жизни для женщин в составе католической церкви. Официальное открытие французской школы-интерната под названием «лицей Богоматери в Сионе» состоялось 27 ноября того же года. Он стал первой школой для девочек в Османской империи. В школе-интернате для девочек-христианок вскоре после этого стали появляться и иудейки. С 1863 года мусульманки также могли посещать школу после запроса знатных семей империи и одобрения османского султана.
Школа закрылась во время Первой мировой войны, когда французские монахини покинули страну в ходе тяжёлой войны, в которой их страна была противником Османской империи.
В 1919 году лицей вновь открылся. С момента основания Турецкой Республики в 1923 году он подчинялся Министерству национального образования, а турецкие администраторы и учителя вошли в состав персонала школы. Лицей также стал выполнять функции дневной школы. Начальная школа была ликвидирована в 1971 году, а школа-интернат — в 1972 году. С 1989 года глава школьной администрации стал избираться из светских, в то же время монахини продолжали работать в школе. С 1996/1997 учебного года лицей стал принимать на обучение и мальчиков, прервав таким образом 140-летнюю историю школы как учебного заведения исключительно для девочек.

## Культурные события
Международный конкурс пианистов был организован лицеем в 2013 году.
В 2014 году в школе состоялся концерт камерной музыки в память арфистки Фатмы Джерен Неджипоглу, погибшей в результате катастрофы рейса 447 авиакомпании Air France в 2009 году.
В 2015 году в художественной галерее лицея прошла выставка под названием «Женщины от Османской империи до Турецкой Республики» (тур. Osmanlı'dan Cumhuriyet'e Kadınlar), показывающая христианских, еврейских и мусульманских женщин, в основном, на открытках с 1880 по 1930 год.

## Известные выпускники
- Категория:Выпускники лицея Богоматери в Сионе
- Три приёмные дочери Мустафы Кемаля Ататюрка, в том числе Афет Инан (1908—1985), получали образование в Лицее Богоматери в Сионе[2].
- Айла Алган[англ.] (род. 1937), актриса и певица
- Адиля Айда (1912—1992), дипломат
- Оя Байдар (род. 1940), социолог и писатель
- Алие Бергер (1903—1974), художник, гравёр и живописец[1],
- Селина Доган (род. 1977), юрист и политик[7]
- Балчичек Ильтер (род. 1973), журналист и телеведущий
- Афет Инан (1908—1985), историк
- Назлы Ылыджак (род. 1944), журналист и писатель[8]
- Сюзан Кахраманер (1913—2006), математик
- Фюрея Корал (1910—1997), керамист
- Матильда Манукян (1916/1917—2001), собственница сети публичных домов
- Бедиа Муваххит (1897—1994), актриса[1]
- Тюркан Радо (1915—2007), профессор юриспруденции
- Пынар Селек (род. 1971), социолог, писатель и феминистка
- Фахрониса Зейд (1901—1991), художник[1]